# Crete Challenger IV 2025 - Doppio
Il doppio del torneo di tennis professionistico Crete Challenger IV 2025, facente parte della categoria Challenger 75 nell'ambito dell'ATP Challenger Tour 2025, si gioca dal 18 al 23 agosto a Chersonissos, in Grecia. Filippo Moroni e Stuart Parker erano i detentori del titolo ma solo Parker ha scelto di partecipare in coppia con Vadym Ursu.

## Teste di serie
1. Victor Vlad Cornea /  Patrik Niklas-Salminen
2. Scott Duncan /  Tom Hands

1. Anthony Genov /  Roy Stepanov
2. Dan Added /  Arthur Reymond (primo turno)

## Wildcard
1. Pavlos Tsitsipas /  Enzo Wallart

1. Dimitris Azoidis /  Eleftherios Neos (primo turno)

## Tabellone

### Legenda
| - Q = Qualificato - WC = Wild card - LL = Lucky loser | - ALT = Alternate - SE = Special Exempt - PR = Protected Ranking | - w/o = Walkover - r = Ritirato - d = Squalificato |

|  | Primo turno | Primo turno                 | Primo turno                 | Primo turno | Primo turno |  |  | Quarti di finale | Quarti di finale            | Quarti di finale            | Quarti di finale            | Quarti di finale            |  |  | Semifinali | Semifinali | Semifinali | Semifinali | Semifinali |  |  | Finale | Finale | Finale | Finale | Finale |  |
|  |             |                             |                             |             |             |  |  |                  |                             |                             |                             |                             |  |  |            |            |            |            |            |  |  |        |        |        |        |        |  |
|  | 1           | VV Cornea P Niklas-Salminen | VV Cornea P Niklas-Salminen | 6           | 6           |  |  |                  |                             |                             |                             |                             |  |  |            |            |            |            |            |  |  |        |        |        |        |        |  |
|  |             | L Castagnola P Fellin       | L Castagnola P Fellin       | 1           | 2           |  |  | 1                | VV Cornea P Niklas-Salminen | VV Cornea P Niklas-Salminen | VV Cornea P Niklas-Salminen | VV Cornea P Niklas-Salminen |  |  |            |            |            |            |            |  |  |        |        |        |        |        |  |
|  | WC          | Pa Tsitsipas E Wallart      | Pa Tsitsipas E Wallart      | 6           | 6           |  |  | WC               | Pa Tsitsipas E Wallart      | Pa Tsitsipas E Wallart      | Pa Tsitsipas E Wallart      | Pa Tsitsipas E Wallart      |  |  |            |            |            |            |            |  |  |        |        |        |        |        |  |
|  | WC          | D Azoidis E Neos            | D Azoidis E Neos            | 3           | 3           |  |  |                  |                             |                             |                             |                             |  |  |            |            |            |            |            |  |  |        |        |        |        |        |  |
|  | 4           | D Added A Reymond           | 6                           | 4           | [7]         |  |  |                  |                             |                             |                             |                             |  |  |            |            |            |            |            |  |  |        |        |        |        |        |  |
|  |             | S Sakellaridis Pe Tsitsipas | 2                           | 6           | [10]        |  |  |                  | S Sakellaridis Pe Tsitsipas | S Sakellaridis Pe Tsitsipas | S Sakellaridis Pe Tsitsipas | S Sakellaridis Pe Tsitsipas |  |  |            |            |            |            |            |  |  |        |        |        |        |        |  |
|  |             | M Gengel J Jermář           | M Gengel J Jermář           | 4           | 2           |  |  |                  | S Parker V Ursu             | S Parker V Ursu             | S Parker V Ursu             | S Parker V Ursu             |  |  |            |            |            |            |            |  |  |        |        |        |        |        |  |
|  |             | S Parker V Ursu             | S Parker V Ursu             | 6           | 6           |  |  |                  |                             |                             |                             |                             |  |  |            |            |            |            |            |  |  |        |        |        |        |        |  |
|  |             | Í Cervantes D Golubev       | Í Cervantes D Golubev       | 3           | 3           |  |  |                  |                             |                             |                             |                             |  |  |            |            |            |            |            |  |  |        |        |        |        |        |  |
|  |             | F Andaloro M Giunta         | F Andaloro M Giunta         | 6           | 6           |  |  |                  | F Andaloro M Giunta         | F Andaloro M Giunta         | F Andaloro M Giunta         | F Andaloro M Giunta         |  |  |            |            |            |            |            |  |  |        |        |        |        |        |  |
|  |             | FC Alcantara MWK Leong      | 6                           | 6           | [7]         |  |  | 3                | A Genov R Stepanov          | A Genov R Stepanov          | A Genov R Stepanov          | A Genov R Stepanov          |  |  |            |            |            |            |            |  |  |        |        |        |        |        |  |
|  | 3           | A Genov R Stepanov          | 78                          | 3           | [10]        |  |  |                  |                             |                             |                             |                             |  |  |            |            |            |            |            |  |  |        |        |        |        |        |  |
|  |             | C Langmo L Potenza          | C Langmo L Potenza          | 5           | 3           |  |  |                  |                             |                             |                             |                             |  |  |            |            |            |            |            |  |  |        |        |        |        |        |  |
|  |             | M Rosenkranz H Wendelken    | M Rosenkranz H Wendelken    | 7           | 6           |  |  |                  | M Rosenkranz H Wendelken    | M Rosenkranz H Wendelken    | M Rosenkranz H Wendelken    | M Rosenkranz H Wendelken    |  |  |            |            |            |            |            |  |  |        |        |        |        |        |  |
|  |             | S Bangoura R Bertrand       | 68                          | 6           | [7]         |  |  | 2                | S Duncan T Hands            | S Duncan T Hands            | S Duncan T Hands            | S Duncan T Hands            |  |  |            |            |            |            |            |  |  |        |        |        |        |        |  |
|  | 2           | S Duncan T Hands            | 710                         | 3           | [10]        |  |  |                  |                             |                             |                             |                             |  |  |            |            |            |            |            |  |  |        |        |        |        |        |  |